# Éclipse lunaire
Pour les articles homonymes, voir Éclipse (homonymie).
Une éclipse lunaire, ou éclipse de Lune,,, est une éclipse se produisant à chaque fois que la Lune se trouve dans l'ombre de la Terre. D'un point de vue lunaire, il s'agit d'une occultation du Soleil par la Terre. Cela se produit uniquement lorsque la Lune est éclairée, et quand le Soleil, la Terre et la Lune sont alignés ou proches de l’être. Le type et la taille d'une éclipse lunaire dépendent de la position relative de la Lune par rapport à ses nœuds orbitaux.

## Description

Schéma d'une éclipse lunaire totale.

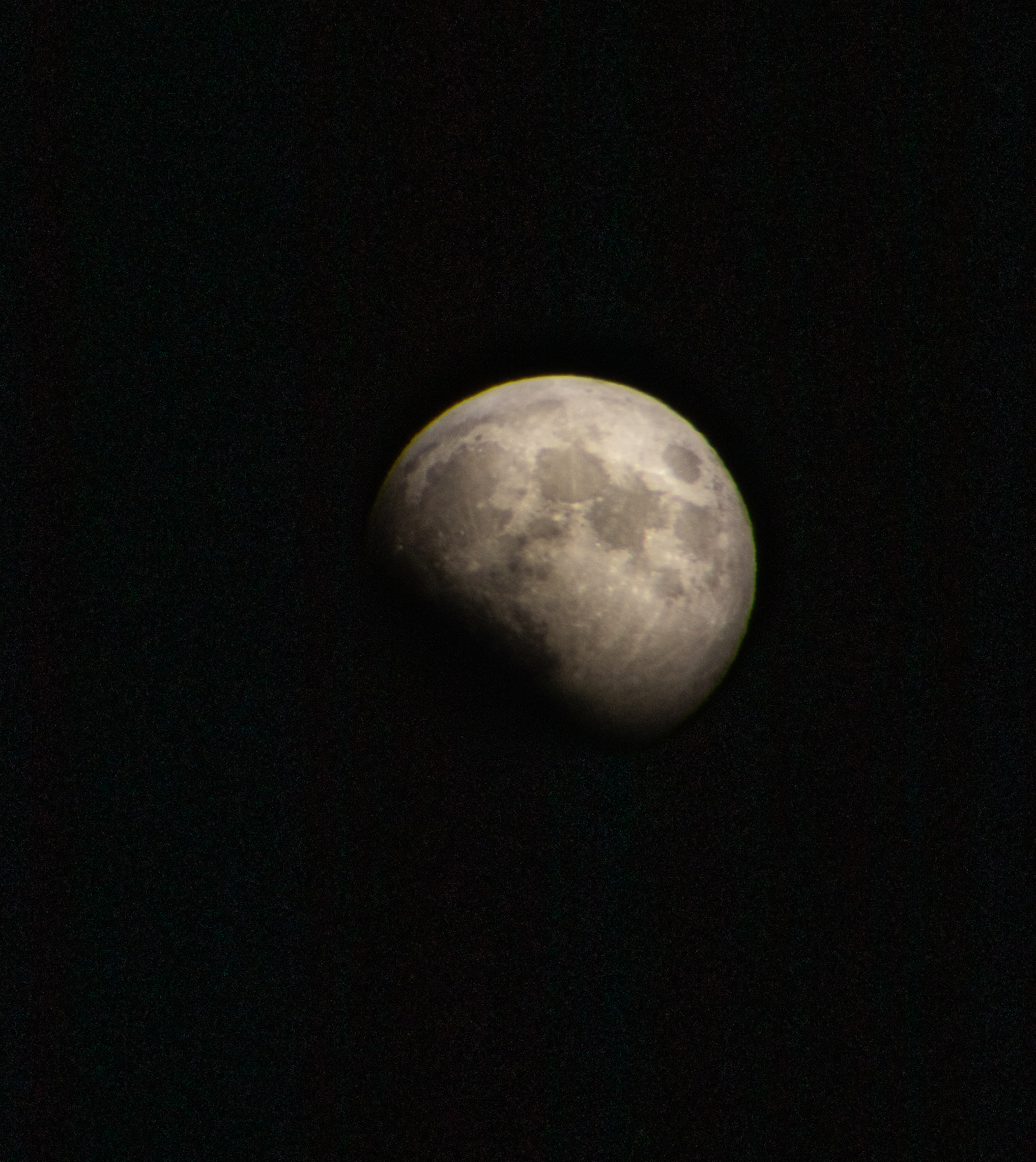
Début de l'Éclipse lunaire du 14 mars 2025

Une éclipse lunaire se produit lorsque l’ombre de la Terre se projette sur la Lune. Deux conditions sont requises pour que cela arrive. D’abord, la Lune doit être pleine, c'est-à-dire que, par rapport au Soleil, elle doit se trouver juste derrière la Terre. Toutefois, comme le plan orbital de la Lune est incliné de 5° par rapport au plan orbital de la Terre (l'écliptique), la plupart des pleines lunes se produisent quand la Lune est au Nord ou au Sud de l'ombre de la Terre. Ensuite, une deuxième condition pour qu'une éclipse lunaire advienne est que la Lune doit être à proximité d'un des deux points d'intersection que son orbite fait avec l'écliptique. Ces deux points nodaux sont appelés respectivement nœud ascendant lunaire et nœud descendant lunaire.

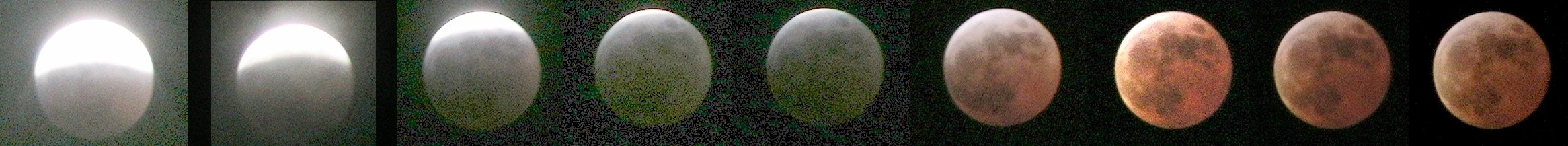
Phases d'occultation successives de la Lune le 3 mars 2007.

L'ombre terrestre peut être décomposée en deux parties distinctes : l'ombre et la pénombre. Dans l'ombre, il n'y a pas de rayonnement solaire direct. Toutefois, du fait de l'importance du diamètre angulaire du Soleil, l'éclairement solaire est partiellement arrêté dans la partie externe de l'ombre terrestre que l'on nomme pénombre.

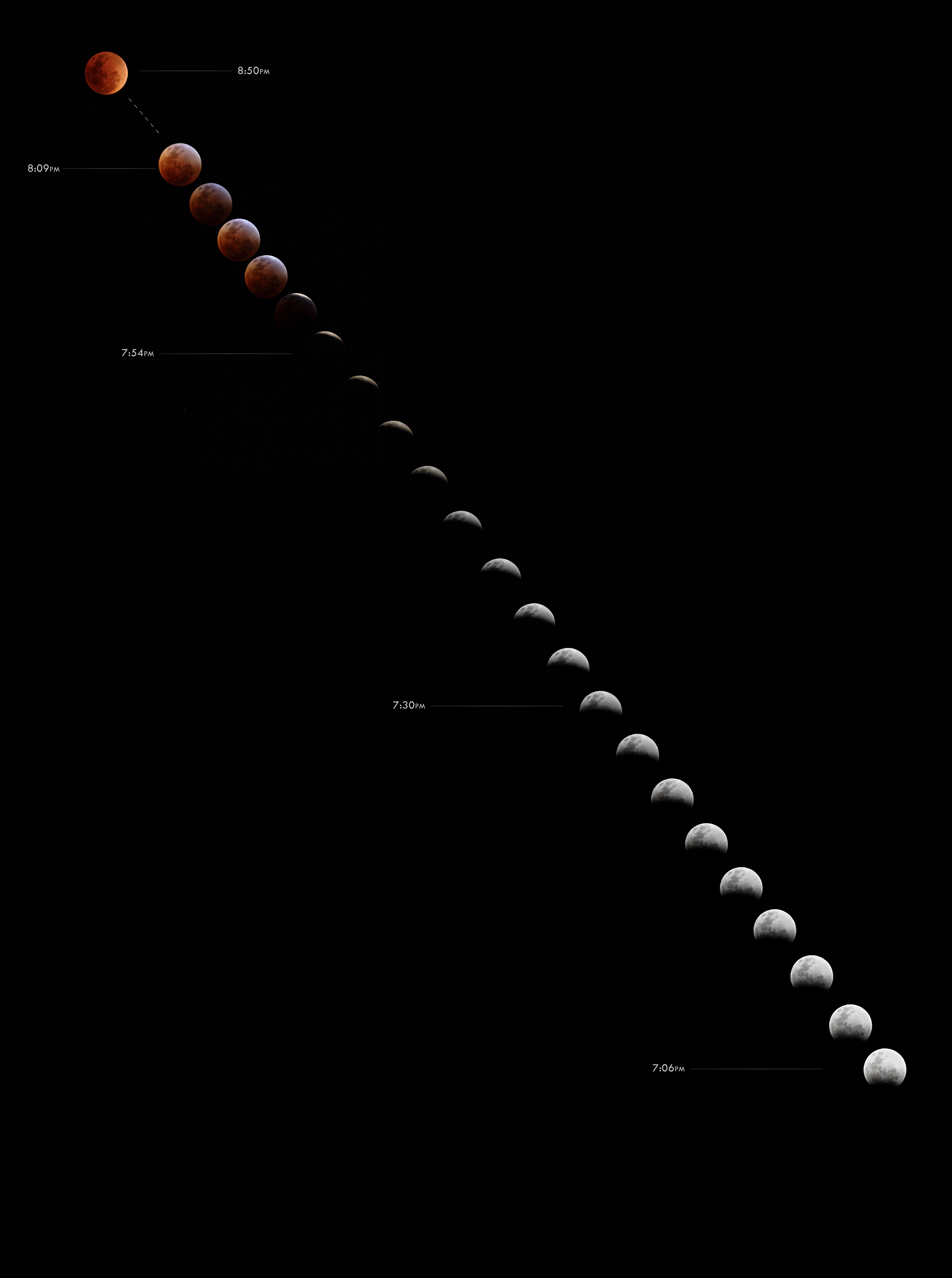
Éclipse lunaire totale du 28 août 2007.

Une éclipse pénombrale se produit quand la Lune traverse uniquement la pénombre de la Terre. La pénombre ne provoque aucun obscurcissement notable de la surface lunaire, pourtant certaines personnes affirment qu'elle jaunit un peu. Certaines éclipses pénombrales sont totales, durant lesquelles la Lune se trouve entièrement dans la zone de pénombre de la Terre. Les éclipses totales pénombrales sont rares, et quand elles se produisent, la partie la plus proche de l'ombre peut apparaître plus sombre que le reste de la Lune.
Une éclipse partielle se produit uniquement quand une partie de la Lune entre dans l'ombre. 

Quand la Lune traverse complètement l'ombre terrestre, on peut observer une éclipse totale.
Une éclipse totale se produit lorsque l'entièreté du globe lunaire est plongé durant un laps de temps dans le cône d'ombre de la Terre. La Lune prend alors des teintes cuivrées, plus ou moins sombres selon l'alignement Soleil-Terre-Lune. 

Une éclipse totale centrale se produit lorsque la Lune passe par le centre de l'ombre de la Terre. Cela arrive une, ou quelques fois par décennie.
Le 26 juin 2029 (en), il se produira une éclipse totale centrale assez particulière : c'est le centre de la Lune qui passera quasiment par le centre de l'ombre de la Terre. C'est-à-dire que le Soleil, la Terre et la Lune seront quasi-parfaitement alignés au maximum de l'éclipse. De plus, la Lune sera proche de son périgée, ce qui pourrait produire une teinte assez sombre pour la Lune éclipsée. Ce phénomène n'arrive qu'une fois par siècle en moyenne.
La vitesse de la Lune à travers l'ombre est de l'ordre du kilomètre par seconde, et la totalité peut durer jusqu'à près de 107 minutes (un peu plus d'1 h 45). Néanmoins, la durée totale entre le premier et le dernier contact de la Lune avec l'ombre est beaucoup plus long (jusqu'à 6 heures). La plus longue éclipse lunaire totale sur la période allant de 1000 av. J.-C. à 3000 ap. J.-C. aura eu une durée de 1 h 47 min 14 s, et eut lieu le 31 mai 318. La distance relative de la Lune de la Terre durant une éclipse peut affecter la durée d'une éclipse. En particulier, quand la Lune est proche de son apogée (c'est-à-dire le point le plus éloigné par rapport à la Terre sur son orbite) sa vitesse orbitale est plus lente. Le diamètre de l'ombre ne décroît pas plus avec la distance. Ainsi, une Lune totalement éclipsée se produisant près de l'apogée prolongera la durée de la totalité.

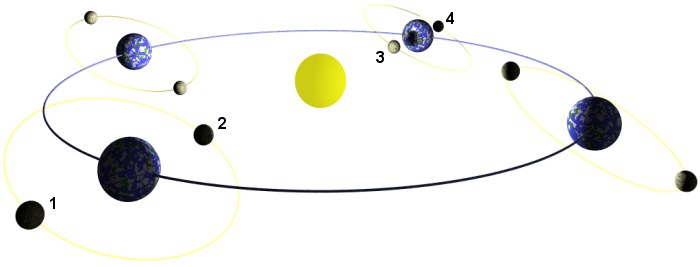
En 1 et 4, une éclipse lunaire est possible, en 2 et 3, une éclipse solaire.

## Apparence

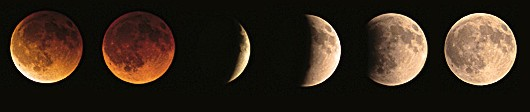
Éclipse de Lune vue depuis Hamois en Belgique.

À la différence des éclipses solaires, les éclipses lunaires sont inoffensives à observer à l'œil nu.
Au cours d'une éclipse totale de la Lune, les rayons lumineux passant dans l'atmosphère terrestre sont déviés par la réfraction atmosphérique et éclairent la Lune. Ce flux lumineux est plus proche au centre de la Lune et se traduit par une coloration rougeâtre, qui rappelle un peu la couleur du ciel terrestre au moment du coucher de soleil. Les autres régions de la Lune sont peu colorées, d'une teinte généralement grise. L'aspect, les couleurs et l'intensité de l'éclairement sont très variables d'une éclipse à l'autre, sont imprévisibles et dépendent fortement des conditions météorologiques atmosphériques sur le terminateur terrestre.
L'échelle de Danjon a été établie pour évaluer la luminosité résiduelle et la coloration de la Lune lors d'une telle éclipse.

## Périodicité
Chaque année, il y a au moins deux éclipses lunaires. En connaissant la date et l'heure d'une éclipse, on peut en prévoir d'autres grâce aux cycles d'éclipses, tel que le cycle Saros. À la différence d'une éclipse solaire (annulaire ou totale), qui ne peut être vue que sur une zone très restreinte du monde, une éclipse lunaire est visible n'importe où sur la Terre dans son côté nuit.

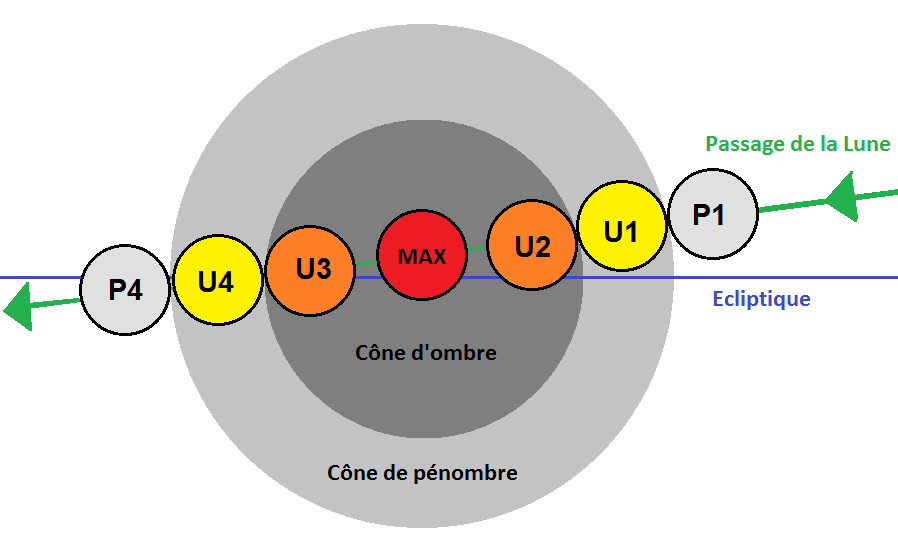
Diagramme d'une éclipse de Lune et points de références.

| date              | type       | magnitude [b] | Entrée dans la pénombre (UT) | Entrée dans l'ombre (UT) | Début de la totalité (UT) | Maximum de l'éclipse (UT) | Fin de la totalité (UT) | sortie de l'ombre (UT) | Sortie de la pénombre (UT) | α [k] (h) | δ [l] (deg) | Saros [m] | Visibilité [n]                                                          | Liens [o] |
| ----------------- | ---------- | ------------- | ---------------------------- | ------------------------ | ------------------------- | ------------------------- | ----------------------- | ---------------------- | -------------------------- | --------- | ----------- | --------- | ----------------------------------------------------------------------- | --------- |
| 24 avril 2005     | pénombrale | 0.89          | 07:50                        | -                        | -                         | 09:55                     | -                       | -                      | 12:00                      | 14h06m    | -13°55'     | 141/23    | E. Asie, Aus., Pac., Am.                                                | S         |
| 17 octobre 2005   | partielle  | 1.08          | 09:51                        | 11:34                    | -                         | 12:03                     | -                       | 12:32                  | 14:15                      | 01h28m    | +10°15'     | 146/10    | Asie, Aus., Pac., Am.N.                                                 | S         |
| 14 mars 2006      | pénombrale | 1.06          | 21:22                        | -                        | -                         | 23:48                     | -                       | -                      | 02:14                      | 11h41m    | +03°05'     | 113/63    | Am., Eur., Afr., Asie                                                   | S • G     |
| 7 septembre 2006  | partielle  | 1.16          | 16:42                        | 18:05                    | -                         | 18:51                     | -                       | 19:38                  | 21:00                      | 23h07m    | -06°44'     | 118/51    | Eur., Afr., Asie, Aus.                                                  | S • G     |
| 3 mars 2007       | totale     | 2.35          | 20:16                        | 21:30                    | 22:44                     | 23:21                     | 23:58                   | 01:12                  | 02:25                      | 10h58m    | +06°56'     | 123/52    | Am., Eur., Afr., Asie                                                   | S • G     |
| 28 août 2007      | totale     | 2.48          | 07:52                        | 08:51                    | 09:52                     | 10:37                     | 11:23                   | 12:24                  | 13:22                      | 22h27m    | -09°58'     | 128/40    | E. Asie, Aus., Pac., Am.                                                | S • G     |
| 21 février 2008   | totale     | 2.17          | 00:35                        | 01:43                    | 03:01                     | 03:26                     | 03:52                   | 05:09                  | 06:17                      | 10h15m    | +10°28'     | 133/26    | Am., Eur., Afr., c. Atl.                                                | S • G     |
| 16 août 2008      | partielle  | 1.86          | 18:23                        | 19:36                    | -                         | 21:10                     | -                       | 22:45                  | 23:57                      | 21h46m    | -12°55'     | 138/29    | Am.S., Eur., Afr., Asie, Aus.                                           | S • G     |
| 9 février 2009    | pénombrale | 0.92          | 12:37                        | -                        | -                         | 14:38                     | -                       | -                      | 16:40                      | 09h32m    | +13°32'     | 143/18    | E. Eur., Asie, Aus., Pac., O .Am.N.                                     | S         |
| 7 juillet 2009    | pénombrale | 0.18          | 08:33                        | -                        | -                         | 09:39                     | -                       | -                      | 10:44                      | 19h08m    | -23°52'     | 110/71    | Aus., Pac., Am.                                                         | S         |
| 6 août 2009       | pénombrale | 0.43          | 23:01                        | -                        | -                         | 00:39                     | -                       | -                      | 02:17                      | 21h03m    | -15°35'     | 148/03    | Am., Eur., Afr., O. Asie                                                | S         |
| 31 décembre 2009  | partielle  | 1.08          | 17:15                        | 18:52                    | -                         | 19:23                     | -                       | 19:54                  | 21:30                      | 06h45m    | +24°01'     | 115/57    | Eur., Afr., Asie, Aus.                                                  | S         |
| 26 juin 2010      | partielle  | 1.60          | 08:56                        | 10:16                    | -                         | 11:38                     | -                       | 13:00                  | 14:21                      | 18h21m    | -24°00'     | 120/58    | E. Asie, Aus., Pac., O. Am.                                             | S         |
| 21 décembre 2010  | totale     | 2.31          | 05:28                        | 06:32                    | 07:40                     | 08:17                     | 08:54                   | 10:02                  | 11:06                      | 05h57m    | +23°45'     | 125/48    | E. Asie, Aus., Pac., Am., Eur.                                          | S         |
| 15 juin 2011      | totale     | 2.71          | 17:23                        | 18:23                    | 19:22                     | 20:13                     | 21:03                   | 22:03                  | 23:02                      | 17h36m    | -23°14'     | 130/34    | Am.S., Eur., Afr., Asie, Aus.                                           | S         |
| 10 décembre 2011  | totale     | 2.21          | 11:32                        | 12:45                    | 14:06                     | 14:32                     | 14:58                   | 16:18                  | 17:32                      | 05h09m    | +22°33'     | 135/23    | Eur., E. Afr., Asie, Aus., Pac., Am.N.                                  | S         |
| 4 juin 2012       | partielle  | 1.34          | 08:47                        | 09:59                    | -                         | 11:03                     | -                       | 12:07                  | 13:20                      | 16h52m    | -21°40'     | 140/25    | Asie, Aus., Pac., Am.                                                   | S         |
| 28 novembre 2012  | pénombrale | 0.94          | 12:13                        | -                        | -                         | 14:33                     | -                       | -                      | 16:53                      | 04h20m    | +20°28'     | 145/11    | Eur., E. Afr., Asie, Aus., Pac., Am.N.                                  | S         |
| 25 avril 2013     | partielle  | 1.01          | 18:02                        | 19:52                    | -                         | 20:07                     | -                       | 20:24                  | 22:13                      | 14h13m    | -14°26'     | 112/65    | Eur., Afr., Asie, Aus.                                                  | S         |
| 25 mai 2013       | pénombrale | 0.04          | 03:43                        | -                        | -                         | 04:10                     | -                       | -                      | 04:37                      | 16h09m    | -19°25'     | 150/01    | Am., Afr.                                                               | S         |
| 18 octobre 2013   | pénombrale | 0.79          | 21:48                        | -                        | -                         | 23:50                     | -                       | -                      | 01:52                      | 01h34m    | +11°00'     | 117/52    | Am., Eur., Afr., Asie                                                   | S         |
| 15 avril 2014     | totale     | 2.34          | 04:52                        | 05:58                    | 07:06                     | 07:46                     | 08:25                   | 09:33                  | 10:39                      | 13h33m    | -10°03'     | 122/56    | Aus., Pac., Am.                                                         | S         |
| 8 octobre 2014    | totale     | 2.17          | 08:14                        | 09:14                    | 10:25                     | 10:55                     | 11:24                   | 12:35                  | 13:35                      | 00h55m    | +06°19'     | 127/42    | Asie, Aus., Pac., Am.                                                   | S         |
| 4 avril 2015      | totale     | 2.10          | 09:01                        | 10:15                    | 11:57                     | 12:00                     | 12:02                   | 13:44                  | 14:58                      |           |             | 132/30    | Am.N., Pac., Aus.                                                       | S • G     |
| 28 septembre 2015 | totale     | 2.25          | 00:11                        | 01:07                    | 02:11                     | 02:47                     | 03:23                   | 04:27                  | 05:22                      |           |             | 137/28    | Am., Eur., Afr.                                                         | S • G     |
| 23 mars 2016      | pénombrale | 0.801         | 09:37                        | -                        | -                         | 11:47                     | -                       | -                      | 13:57                      |           |             |           | Asia, Aus., Pacific, w Americas                                         |           |
| 18 août 2016      | pénombrale | 0.017         | 09:24                        | -                        | -                         | 09:42                     | -                       | -                      | 10:01                      |           |             |           |                                                                         |           |
| 16 septembre 2016 | pénombrale | 0.933         | 16:53                        | -                        | -                         | 18:54                     | -                       | -                      | 20:56                      |           |             |           | Europe, Africa, Asia, Aus., w Pacific                                   |           |
| 11 février 2017   | partielle  | 1.014         | 22:32                        | -                        | -                         | 00:44                     | -                       | -                      | 02:55                      |           |             |           | Americas, Europe, Africa, Asia                                          |           |
| 7 août 2017       | partielle  | 1.315         | 15:48                        | 17:22                    | -                         | 18:20                     | -                       | 19:19                  | 20:53                      |           |             |           | Europe, Africa, Asia, Aus.                                              |           |
| 31 janvier 2018   | totale     | 2.32          | 10:50                        | 11:48                    | 12:51                     | 13:30                     | 14:08                   | 15:11                  | 16:10                      |           |             |           | Asia, Aus., Pacific, w N.America                                        |           |
| 27 juillet 2018   | totale     | 2.706         | 17:13                        | 18:24                    | 19:30                     | 20:22                     | 21:13                   | 22:19                  | 23:30                      |           |             |           | S.America, Europe, Africa, Asia, Aus.                                   |           |
| 21 janvier 2019   | totale     | 2.193         | 02:35                        | 03:33                    | 04:41                     | 05:12                     | 05:44                   | 06:51                  | 07:49                      |           |             |           | c Pacific, Americas, Europe, Africa                                     |           |
| 16 juillet 2019   | partielle  | 1.729         | 18:42                        | 20:01                    | -                         | 21:31                     | -                       | 23:00                  | 00:19                      |           |             |           | S.America, Europe, Africa, Asia, Aus.                                   |           |
| 10 janvier 2020   | pénombrale | 0.921         | 17:06                        | -                        | -                         | 19:10                     | -                       | -                      | 21:14                      |           |             |           | Europe, Africa, Asia, Aus.                                              |           |
| 5 juin 2020       | pénombrale | 0.594         | 17:43                        | -                        | -                         | 19:25                     | -                       | -                      | 21:06                      |           |             |           | Europe, Africa, Asia, Aus.                                              |           |
| 5 juillet 2020    | pénombrale | 0.38          | 03:04                        | -                        | -                         | 04:30                     | -                       | -                      | 05:55                      |           |             |           | Americas, sw Europe, Africa                                             |           |
| 30 novembre 2020  | pénombrale | 0.855         | 07:30                        | -                        | -                         | 09:43                     | -                       | -                      | 11:56                      |           |             |           | Asia, Aus., Pacific, Americas                                           |           |
| 26 mai 2021       | totale     | 1.954         | 8:47                         | 9:45                     | 11:11                     | 11:18                     | 11:25                   | 12:52                  | 13:49                      | 5h2m      |             |           | Australie, Amérique du Sud, Asie du sud-Est                             | S         |
| 19 novembre 2021  | partielle  | 0.974         | 6:02                         | 7:18                     | -                         | 9:02                      | -                       | 10:47                  | 12:03                      | 6h2m      |             |           | Amériques, Australie, Europe Asie                                       | S         |
| 16 mai 2022       | totale     | 2.373         | 1:32                         | 2:27                     | 3:29                      | 4:11                      | 4:53                    | 5:55                   | 6:50                       | 5h19m     |             |           | Amériques, Europe, Afrique                                              | S         |
| 8 novembre 2022   | totale     | 2.415         | 8:02                         | 9:09                     | 10:16                     | 10:59                     | 11:41                   | 12:49                  | 13:56                      | 5h54      |             |           | Amériques, Australie, Asie, Europe                                      | S         |
| 5 mai 2023        | pénombrale | 0.964         | 15:14                        | -                        | -                         | 17:22                     | -                       | -                      | 19:31                      | 4h18      |             |           | Europe, Asie, Australie, Afrique                                        | S         |
| 28 octobre 2023   | partielle  | 1.118         | 18:01                        | 19:35                    | -                         | 20:14                     | -                       | 20:52                  | 22:26                      | 4h25      |             |           | Europe, Asie, Afrique, Amérique du Nord et un peu du Sud, Australie     | S         |
| 25 mars 2024      | pénombrale | 0.956         | 04:53                        | -                        | -                         | 07:13                     | -                       | -                      | 09:32                      | 4h39      |             |           | Amériques, quelques parties de l'Afrique, l'Europe, l'Asie et l'Afrique | S         |
| 18 septembre 2024 | partielle  | 1.037         | 00:41                        | 02:13                    | -                         | 02:44                     | -                       | 03:16                  | 04:47                      | 4h6m      |             |           | Amériques, Europe, Afrique                                              | S         |
| 14 mars 2025      | totale     | 2.259         | 03:57                        | 05:10                    | 06:26                     | 06:29                     | 07:31                   | 08:48                  | 10:00                      | 6h3m      |             |           | Amériques, Europe, Afrique                                              | S         |
| date              | type       | magnitude [b] | Entrée dans la pénombre (UT) | Entrée dans l'ombre (UT) | Début de la totalité (UT) | Maximum de l'éclipse (UT) | Fin de la totalité (UT) | sortie de l'ombre (UT) | Sortie de la pénombre (UT) | α [k] (h) | δ [l] (deg) | Saros [m] | Visibilité [n]                                                          | Liens [o] |

| date (à l'heure du début) | type       | Magnitude (pénombre) [b] | Entrée dans la pénombre (UT) | Entrée dans l'ombre (UT) | Début de la totalité (UT) | Maximum de l'éclipse (UT) | Fin de la totalité (UT) | Sortie de l'ombre (UT) | Sortie de la pénombre (UT) | Durée de l'éclipse (Pénombre incluse) | Visibilité                              | Visibilité en France métropolitaine | Visibilité à Mayotte, à la Réunion et aux TAAF | Visibilité à Wallis-et-Futuna et Nouvelle-Calédonie | Visibilité en Polynésie Française | Visibilité aux outre-mer d'Amérique et au Québec |
| ------------------------- | ---------- | ------------------------ | ---------------------------- | ------------------------ | ------------------------- | ------------------------- | ----------------------- | ---------------------- | -------------------------- | ------------------------------------- | --------------------------------------- | ----------------------------------- | ---------------------------------------------- | --------------------------------------------------- | --------------------------------- | ------------------------------------------------ |
| 7 septembre 2025          | totale     | 2.344                    | 15:28                        | 16:27                    | 17:31                     | 18:12                     | 18:53                   | 19:57                  | 20:55                      | 5h27min                               | Europe, Afrique, Asie, Océanie          | Milieu, fin visible                 | Entièrement visible                            | Début, milieu visible                               | Début visible                     | Non                                              |
| 3 mars 2026               | totale     | 2.184                    | 08:44                        | 09:50                    | 11:04                     | 11:34                     | 12:03                   | 13:17                  | 14:23                      | 5h39min                               | Australie, Amériques                    | Non                                 |                                                |                                                     |                                   |                                                  |
| 28 août 2026              | partielle  | 1,965                    | 01:24                        | 02:34                    | -                         | 04:13                     | -                       | 05:52                  | 07:01                      | 5h38min                               | Amériques, Europe, Afrique              | Début milieu visible                |                                                |                                                     |                                   |                                                  |
| 20 février 2027           | pénombrale | 0,927                    | 21:12                        | -                        | -                         | 23:13                     | -                       | -                      | 01:13                      | 4h01min                               | Europe, Afrique                         | Entièrement visible                 |                                                |                                                     |                                   |                                                  |
| 18 juillet 2027           | pénombrale | 0,001                    | 15:58                        | -                        | -                         | 16:03                     | -                       | -                      | 16:08                      | 10min                                 | Australie, Asie                         | Non                                 |                                                |                                                     |                                   |                                                  |
| 17 août 2027              | pénombrale | 0,546                    | 05:25                        | -                        | -                         | 07:14                     | -                       | -                      | 09:03                      | 3h34min                               | Amériques                               | Non                                 |                                                |                                                     |                                   |                                                  |
| 12 janvier 2028           | partielle  | 1,047                    | 02:08                        | 03:45                    | -                         | 04:13                     | -                       | 04:41                  | 06:18                      | 4h11min                               | Amériques, Europe                       | Entièrement visible                 |                                                |                                                     |                                   |                                                  |
| 6 juillet 2028            | partielle  | 1,427                    | 15:44                        | 17:09                    | -                         | 18:20                     | -                       | 19:31                  | 20:55                      | 5h11min                               | Australie, Asie                         | Non                                 |                                                |                                                     |                                   |                                                  |
| 31 décembre 2028          | totale     | 2,274                    | 14:04                        | 15:08                    | 16:16                     | 16:52                     | 17:20                   | 18:37                  | 19:40                      | 5h36min                               | Australie, Asie                         | Milieu fin visible                  |                                                |                                                     |                                   |                                                  |
| 26 juin 2029              | totale     | 2,827                    | 00:35                        | 01:32                    | 02:31                     | 03:22                     | 04:13                   | 05:12                  | 06:10                      | 5h35min                               | Amérique du Sud                         | Début milieu visible                |                                                |                                                     |                                   |                                                  |
| 20 décembre 2029          | totale     | 2,201                    | 19:43                        | 20:55                    | 22:15                     | 22:42                     | 23:09                   | 00:29                  | 01:41                      | 5h58min                               | Europe, Afrique                         | Entièrement visible                 |                                                |                                                     |                                   |                                                  |
| 15 juin 2030              | partielle  | 1,448                    | 16:14                        | 17:21                    | -                         | 18:33                     | -                       | 19:46                  | 20:53                      | 4h38min                               | Australie, Asie                         | Milieu fin visible                  |                                                |                                                     |                                   |                                                  |
| 9 décembre 2030           | pénombrale | 0,942                    | 20:08                        | -                        | -                         | 22:28                     | -                       | -                      | 0:47                       | 4h39min                               | Europe, Afrique                         | Entièrement visible                 |                                                |                                                     |                                   |                                                  |
| 7 mai 2031                | pénombrale | 0,881                    | 01:52                        | -                        | -                         | 03:51                     | -                       | -                      | 05:50                      | 3h57min                               | Amériques, Europe, Afrique              | Début milieu visible                |                                                |                                                     |                                   |                                                  |
| 5 juin 2031               | pénombrale | 0,129                    | 10:56                        | -                        | -                         | 11:44                     | -                       | -                      | 12:32                      | 1h36min                               | Australie, Pacifique                    | Non                                 |                                                |                                                     |                                   |                                                  |
| 30 octobre 2031           | pénombrale | 0,716                    | 05:50                        | -                        | -                         | 07:46                     | -                       | -                      | 09:41                      | 3h52min                               | Amérique                                | Début visible                       |                                                |                                                     |                                   |                                                  |
| 25 avril 2032             | totale     | 2,219                    | 12:22                        | 13:28                    | 14:41                     | 15:14                     | 15:47                   | 16:59                  | 18:05                      | 5h42min                               | Australie, Asie                         | Non                                 |                                                |                                                     |                                   |                                                  |
| 18 octobre 2032           | totale     | 2,083                    | 16:25                        | 17:24                    | 18:39                     | 19:03                     | 19:26                   | 20:40                  | 21:40                      | 5h15min                               | Europe, Afrique, Asie, Océanie          | Visible dès l'entrée dans l'ombre.  |                                                |                                                     |                                   |                                                  |
| 14 avril 2033             | totale     | 2,171                    | 16:13                        | 17:26                    | 18:49                     | 19:14                     | 19:38                   | 21:01                  | 22:14                      | 6h01min                               | Europe, Afrique, Asie                   | Milieu fin visible                  |                                                |                                                     |                                   |                                                  |
| 8 octobre 2033            | totale     | 2,306                    | 08:19                        | 09:14                    | 10:16                     | 10:55                     | 11:34                   | 12:36                  | 13:31                      | 5h12min                               | Asie, Australie, Amérique               | Non                                 |                                                |                                                     |                                   |                                                  |
| 03 avril 2034             | pénombrale | 0,855                    | 16:53                        | -                        | -                         | 19:06                     | -                       | -                      | 21:18                      | 4h25min                               | Europe, Afrique, Asie, Océanie          | Milieu fin visible                  |                                                |                                                     |                                   |                                                  |
| 28 septembre 2034         | partielle  | 0,991                    | 00:42                        | 02:33                    | -                         | 02:46                     | -                       | 03:00                  | 04:51                      | 4h09min                               | Amériques, Europe, Afrique              | Entièrement visible                 |                                                |                                                     |                                   |                                                  |
| 22 février 2035           | pénombrale | 0,965                    | 06:57                        | -                        | -                         | 09:15                     | -                       | -                      | 11:13                      | 4h16min                               | Amérique                                | Début visible                       |                                                |                                                     |                                   |                                                  |
| 18 août 2035              | partielle  | 1,151                    | 22:46                        | 00:23                    | -                         | 01:11                     | -                       | 01:49                  | 03:36                      | 4h50min                               | Afrique, Amériques du Sud, Asie, Europe | Entièrement visible                 |                                                |                                                     |                                   |                                                  |

Source: fr.tutiempo.net, promenade.imcce.fr, kalender-365.de/calendrier-lunaire.php
- b. ↑  Magnitudes: Entre 0 et 1 l'éclipse est pénombrale. Lorsque le chiffre atteint 1 cela correspond à une entrée dans l'ombre, et lorsqu'il atteint 2 cela correspond à une éclipse totale.
- k. ↑  α : coordonnée α de la Lune au maximum
- l. ↑  δ : coordonnée de la Lune au maximum
- m. ↑  saros : série du Saros / rang de l'éclipse dans la série
- n. ↑  zone de visibilité : par continent, avec un lien vers une carte détaillée. Les points cardinaux sont abrégés par leur initiale :
  - c = centre ;
  - Am. = Amériques ;
  - Am.N./Am.S. = Amérique du Nord/du Sud ;
  - Pac. = Pacifique ;
  - Eur. = Europe ;
  - Afr. = Afrique ;
  - Aus. = Australie ;
  - Atl. = Atlantique.
- o. ↑  Liens complémentaires :
  - « S » : schéma de la configuration de l'éclipse ;
  - « G » : galerie de documents multimédias.

## Éclipses historiques
Le 7 avril 30 ap. J.-C et le 3 avril 33 ap. J.-C, des éclipses de Lune ont eu lieu. Elles pourraient correspondre au ciel devenant sombre durant la Crucifixion de Jésus mentionnée dans les évangiles synoptiques. Cependant, ces théories restent controversées. Des éclipses de Soleil ayant eu lieu aux alentours de ces années pourraient y correspondre aussi.

## Culture populaire
- Au Burkina Faso, lors d'une éclipse de lune, on dit que le chat a attrapé la Lune[9] (« djakouma yé kalo minè »)[10]. Selon la croyance, lorsqu'il y a éclipse lunaire, il faut taper sur des instruments pouvant produire du son en psalmodiant un chant qui supplie ainsi le chat de libérer la lune[10].
- Une éclipse lunaire est à la base du scénario de la série télévisée Si j'avais su proposée par Netflix en 2022[11]. À la suite de ce phénomène, la protagoniste, jouée par l'actrice Megan Montaner, doit refaire sa vie dix ans auparavant[12].